# Bulbophyllum sphaericum
Bulbophyllum sphaericum é uma espécie de orquídea (família Orchidaceae) pertencente ao gênero Bulbophyllum. Foi descrita por Zhan Huo Tsi e Hen Li em 1981.